# Нова Буда (Звенигородський район)
Нова́ Бу́да — село в Україні, у Звенигородському районі Черкаської області, підпорядковане Стеблівській селищній громаді. У селі мешкає 95 людей.

## Відомі люди

### Народились
- Харченко Марія Федорівна (1924-2016) — українська співачка та акторка театру, Народна артистка України.

### Померли
- Люсьєн Ліппер (1913 — 1944) — бельгійський офіцер, доброволець військ СС, оберштурмбаннфюрер СС. Кавалер Німецького хреста в золоті.